# Maggie Mae
Andrea Cosima Carle más conocida como Maggie Mae (Karlsruhe, 13 de mayo de 1960 - Melbourne, 30 de agosto de 2021) fue una cantante alemana radicada en Estados Unidos.

## Biografía
Maggie Mae lanzó su primer sencillo, Ich hab' Spaß am Leben, en 1974. Más tarde lanzó una versión en alemán de "My Boy Lollipop" de Millie Small. Debido a su corta edad y apariencia original, fue apodada "Das verrückte Huhn" ("la gallina loca"). En 1975, representó a Alemania Occidental en el Festival de la Canción de Eurovisión con la canción Die total verrückte Zeit. Regresó al año siguiente, cantando Applaus für ein total verrücktes Haus y terminando en tercer lugar. En la década de 1980, se retiró de su carrera como cantante luego de su matrimonio con Robert Trammel y su mudanza a los Estados Unidos.
Maggie Mae falleció de COVID-19 en Melbourne, Florida el 30 de agosto de 2021, a la edad de 61 años.

## Discografía

### Sencillos
- Ich hab' Spaß am Leben (1974)
- My Boy Lollypop (1975)
- Die total verrückte Zeit (1975)
- Sweet beat honey sunny boy/Itsy bitsy teenie weenie Honolulu Strandbikini (1975)
- I'm on fire (1975)
- Sing my song (1976)
- Applaus für ein total verrücktes Haus (1976)
- Und sein Name war No (1977)
- Und dann noch eins - Ich liebe dich (1977)
- Dieses ist mein Land (1978)
- Komm, klopf' heut Nacht an die Tür (Voy a llamar a tu puerta) (1979)
- Das allererste Mal (um alles zu erfahren) (1979)
- James Dean - Superestrella (1980)
- Rock 'n' Roll Cowboy (Tomando una decisión) (1981)
- Lutsch mit! (1981)
- Und der Weihnachtsmann behauptet, er ist Elvis (1982)

### Álbum
- I'm on fire (1975)